# أوي باير
أوي باير (بالألمانية: Uwe Beyer) هو منافس ألعاب قوى ألماني، ولد في 14 أبريل 1945 في كيل في ألمانيا، وتوفي في 15 أبريل 1993 في Belek ‏ في تركيا.

## وصلات خارجية
- أوي باير على موقع الاتحاد الدولي لألعاب القوى (الإنجليزية)
- أوي باير على موقع اللجنة الأولمبية الدولية (الإنجليزية)
- أوي باير على موقع أوليمبيديا (الإنجليزية)
- أوي باير على موقع IMDb (الإنجليزية)
- أوي باير على موقع ميوزك برينز (الإنجليزية)
- أوي باير على موقع قاعدة بيانات الفيلم (الإنجليزية)